# Johan Kleingeld
Johan Kleingeld, né le 10 juin 1971, est un joueur sud-africain de badminton.

## Carrière
Aux Jeux africains de 2003 à Abuja, il est médaillé d'or en équipe mixte et médaillé de bronze en double messieurs avec Chris Dednam. 
Il remporte aux Championnats d'Afrique de badminton la médaille d'or en double messieurs en 1998 avec Anton Kriel et en 2004 avec Chris Dednam.